# غريب الدار (أغنية)

عبده السروجي – غريب الدار - اسطوانات ألف ليلة 1961

كلمات الأغنية (الغلاف الخلفي)

غريب الدار  أغنية تنتمي لقالب "الطقطوقة" وهي من تأليف الشاعر التونسي علي الشيرازي، وتلحين الملحن المغمور محمد قاسم محمود (مصري من مواليد حي باب الشعرية عام 1913) ومقامها الأساسي هو مقام "الصبا" ذو الطابع الحزين. اشتهرت بصوت مطربها "عبده السروجي". قدمها الملحن محمد قاسم محمود بصوته للمرة الأولى في الإذاعة التونسية عام 1951 ولم يلتفت لها أحد، وعند عودته لمصر سمعها السروجي وطلب غنائها بصوته لتحقق جماهيرية كبيرة. قال النقاد أن "غريب الدار" أغنية أشهر من صاحبها، الذي من النادر التطرق  لمسيرته وإنجازاته من أغاني وألحان أخرى وكأن مسيرته كمطرب قد توقفت عند هذا العمل. أطلق بعض النقاد عنوان الأغنية على صاحبها فيصبح "عبده السروجي" هو: غريب الدار عبده السروجي، ويقوم بعض الصحفيين أو الكتاب بتعريف القارىء بالمطرب عبده السروجي بذكرهم أنه "صاحب أغنية غريب الدار".
نشر المعجبين الأغنية على موقع "اليوتيوب" 38 مرة وحققت حتى عام 2023 عدد مشاهدات يزيد عن 2 مليون و 770 ألف مشاهدة.

## أداء الأغنية
كان عبده السروجي (اسمه الحقيقي: حافظ أحمد حسنى إمام) قد حقق بعض النجومية خلال عشر سنوات من 1936 حتى 1946 وظهر بشخصه أو بصوته في 9 أفلام  بداية من فيلم "وداد" للمخرج الألماني فريتز كرامب وبطولة أم كلثوم عام 1936، حتى فيلم "نجف" للمخرج كامل الحفناوي وبطولة تحية كاريوكا عام 1946. وجاءت أغنية "غريب الدار" عام 1951 لتعيد نجوميته.
تتميز "غريب الدار" ببساطة الكلمات واقترابها من واقع الحياة الشعبية. لم تكن فكرة الأغنية تجاوباً وتعبيراً عن أغاني المواسم أو الموضة التي سرعان ما تنتهي، إنما تتطرق لموضوع الغربة وخذلان الناس وندرة من يقدر المشاعر الصادقة وبالتالي هي أغنية قد تأخذ أكثر من معنى ودلالة انسانية وعاطفية و سياسية وحسب طبيعة المستمع المتلقي. يقول علماء النفس عن معنى "غريب" أنه مفتاح تحليل شخصية الفرد، وهو مرتبط بالغربة مما يجعل من "الشخص الغريب" أو من يطلق عليه "الغريب" أنه شخص مسئول غير اعتمادي متفاني في العطاء معتز بنفسه لديه قَبُول اجتماعي، في حين أن معناه قد يتسبب لهذا الشخص في الشعور بالوحدة، والغربة مما يدخل على قلبه الحزن أحيانًا. إنه إنسان منعزل لديه قناعة بالقدرة على الاستغناء عن الآخرين، مما يؤدي إلى تدهور علاقته بأقرب الناس إليه في بعض الأحيان.

كتب المفكر العربي الدكتور محمد الجوادي: "كثيرون يسألون عن معنى الموسيقى الداخلية للشعر التي تتحدث عنها كتب النصوص المقررة والأدب. المعنى يكمن في اداء "عبده السروجي" لأغنية "غريب الدار".

## نسخ أخرى للأغنية
قام عدد كبير من المغنيين والمغنيات العرب بأداء نسخهم الخاصة من "غريب الدار" كما قدمتها الفرق الموسيقية بتوزيعات مختلفة. من أهم من قدم "غريب الدار": أصاله نصري - المغني الفلسطيني محمد عساف - محمد ثروت - جورج وسوف - المغني والملحن سيد إمام - حميد الشاعري (بصوت المجموعة في ألبوم "حلاوة زمان") - المطرب والكاتب والملحن والموزع السوري نهاد نجار - مصطفى زكي مع كورال قصر التذوق للموسيقى العربية بقيادة المايسترو محمود أبوزيد - المغني الشعبي المصري الراحل يسري الحامولي – المغني السعودي محمد المشعل – المغربية حفيظة فالكو  

## كلمات الأغنية
غريب الدار عليا جار
زماني القاسي وظلمني
مشيت سواح مسا وصباح
أدور ع اللي راح مني .. غريب الدار
انا اللي الدهر عاداني
وباعني واشترى فيا
وخد احبابي واداني
بدالهم فكر وقسية
ومين شاف اللي انا شفته
ومين قاسى اللي قاسيته
وفيت بالعهد وحفظته
وغيري خان وحبيته
سافرت بلاد وطفت بلاد
ومين عالشوق يصبرني .. غريب الدار
ما كانش الود يا حبايب حيظلم حبكم حالي
وكان عشمي وانا غايب تصونوا عهدنا الغالي
مليت بالدمع كاساتي رويت منها زهور حبي
وغنى الطير بأهاتي وردد لحنها قلبي
سهرت الليل وشفت الويل
ومين يا ناس يطمني .. غريب الدار

## وصلات خارجية
https://www.youtube.com/watch?v=SliSwY6d3U4 غريب الدار (أغنية)
https://www.youtube.com/watch?v=of7iQMJKmlg غريب الدار (أغنية)
https://www.youtube.com/watch?v=YdizjRCMcjM غريب الدار (أغنية)
https://www.youtube.com/watch?v=y0zkE-j3qiM غريب الدار (أغنية)
https://www.youtube.com/watch?v=hzMg9RzxeiU غريب الدار (أغنية)
https://www.youtube.com/watch?v=Qfx46m-bMKk غريب الدار (أغنية)
https://www.youtube.com/shorts/Pxqry_mFI7g غريب الدار (أغنية)